# 퉁촨시
퉁촨(동천, 중국어 간체자: 銅川, 병음: Tóngchuān)은 중화인민공화국 산시성 (섬서성)에 위치하는 지급시이다.

## 지리
산시 성의 중부, 북섬서고원의 남쪽 가장자리이자 관중 평원의 북쪽 경계에 위치한다.

## 기후
| 퉁촨시의 기후                                                 | 퉁촨시의 기후 | 퉁촨시의 기후 | 퉁촨시의 기후 | 퉁촨시의 기후 | 퉁촨시의 기후 | 퉁촨시의 기후 | 퉁촨시의 기후 | 퉁촨시의 기후 | 퉁촨시의 기후 | 퉁촨시의 기후 | 퉁촨시의 기후 | 퉁촨시의 기후 | 퉁촨시의 기후 |
| 월                                                            | 1월           | 2월           | 3월           | 4월           | 5월           | 6월           | 7월           | 8월           | 9월           | 10월          | 11월          | 12월          | 연간          |
| ------------------------------------------------------------- | ------------- | ------------- | ------------- | ------------- | ------------- | ------------- | ------------- | ------------- | ------------- | ------------- | ------------- | ------------- | ------------- |
| 역대 최고 기온 °C (°F)                                        | 16.4 (61.5)   | 19.9 (67.8)   | 28.7 (83.7)   | 34.3 (93.7)   | 34.7 (94.5)   | 37.7 (99.9)   | 36.8 (98.2)   | 36.5 (97.7)   | 36.3 (97.3)   | 29.4 (84.9)   | 22.3 (72.1)   | 20.1 (68.2)   | 37.7 (99.9)   |
| 일평균 최고 기온 °C (°F)                                      | 3.3 (37.9)    | 7.1 (44.8)    | 12.9 (55.2)   | 19.4 (66.9)   | 24.0 (75.2)   | 28.3 (82.9)   | 29.2 (84.6)   | 27.4 (81.3)   | 22.6 (72.7)   | 17.0 (62.6)   | 10.6 (51.1)   | 4.9 (40.8)    | 17.2 (63.0)   |
| 일일 평균 기온 °C (°F)                                        | −2.8 (27.0)   | 0.9 (33.6)    | 6.4 (43.5)    | 12.6 (54.7)   | 17.3 (63.1)   | 21.7 (71.1)   | 23.5 (74.3)   | 22.0 (71.6)   | 17.1 (62.8)   | 11.1 (52.0)   | 4.6 (40.3)    | −1.2 (29.8)   | 11.1 (52.0)   |
| 일평균 최저 기온 °C (°F)                                      | −6.8 (19.8)   | −3.4 (25.9)   | 1.6 (34.9)    | 7.0 (44.6)    | 11.4 (52.5)   | 15.8 (60.4)   | 18.7 (65.7)   | 17.8 (64.0)   | 13.1 (55.6)   | 7.0 (44.6)    | 0.5 (32.9)    | −5.2 (22.6)   | 6.5 (43.6)    |
| 역대 최저 기온 °C (°F)                                        | −17.5 (0.5)   | −13.7 (7.3)   | −11.9 (10.6)  | −3.6 (25.5)   | 0.0 (32.0)    | 7.3 (45.1)    | 11.7 (53.1)   | 10.0 (50.0)   | 3.7 (38.7)    | −6.1 (21.0)   | −13.9 (7.0)   | −21.8 (−7.2)  | −21.8 (−7.2)  |
| 평균 강수량 mm (인치)                                         | 6.8 (0.27)    | 9.7 (0.38)    | 18.0 (0.71)   | 35.0 (1.38)   | 50.2 (1.98)   | 73.3 (2.89)   | 115.1 (4.53)  | 103.3 (4.07)  | 92.5 (3.64)   | 48.3 (1.90)   | 18.4 (0.72)   | 5.0 (0.20)    | 575.6 (22.67) |
| 평균 강수일수 (≥ 0.1 mm)                                      | 4.0           | 4.4           | 5.7           | 7.6           | 9.1           | 9.4           | 12.3          | 11.1          | 11.5          | 9.4           | 5.4           | 3.3           | 93.2          |
| 평균 강설일수                                                 | 5.6           | 5.2           | 2.9           | 0.2           | 0             | 0             | 0             | 0             | 0             | 0.1           | 2.3           | 4.2           | 20.5          |
| 평균 상대 습도 (%)                                            | 57            | 57            | 56            | 58            | 60            | 62            | 74            | 78            | 78            | 75            | 67            | 58            | 65            |
| 평균 월간 일조시간                                            | 182.5         | 163.7         | 196.8         | 220.2         | 237.9         | 229.9         | 213.2         | 205.1         | 164.9         | 170.3         | 171.7         | 185.7         | 2,341.9       |
| 가능 일조율                                                   | 58            | 53            | 53            | 56            | 55            | 53            | 49            | 50            | 45            | 49            | 56            | 61            | 53            |
| 출처: 중국기상국 (평년값: 1991년~2020년, 극값: 1981년~2010년) |               |               |               |               |               |               |               |               |               |               |               |               |               |

## 역사
퉁촨의 구칭은 동관(同官)이며, 중심지가 동수연(銅水沿)이었기 때문에 퉁촨이라고 칭해지게 되었다. 하 왕조 은나라 시대에는 옹주(雍州)에 속하였으며, 진대에는 내사지(内史地)에 속하고 있었다. 기원전 155년, 전한에 의해 처음으로 동관현(同官県)이 설치되어 좌풍익에 속했다.
그 후 삼국 시대에는 북지군, 북위 때는 동관현이라고 개칭되어 북주에 의해 동관현으로 재차 개칭되어 의주(宜周)에 속했다. 수당대에는 옹주 경조군(京兆郡)의 관할이었고, 후당 925년( 동광3년)에 요주(耀州)의 관할로 청나라 말기까지 동관현의 명칭이 이어졌다.
중화민국이 성립하면서 행정 조직이 개편되었다. 1935년 7월, 동관현은 다시 퉁촨현으로 개칭되었다. 그러나 중국공산당 측은 이 개칭을 채용하지 않고, 1948년 5월에 섬감연변구 정부 아래에서 동관현 행정부를 설치, 1949년 7월 7일 동관현을 “해방”한 후에 퉁촨이라고 개칭하고 있다.
1958년 4월 5일, 국무원은 퉁촨현을 퉁촨 시로 승격시켰고, 1966년 8월 1일에 지급시로 개편되어 현재에 이르고 있다.

## 경제
퉁촨의 주요 산업은 석탄, 건자재, 기계, 섬유와 화학, 알루미늄 산업이다. 야오저우 요에서 생산되는 도자기는 특히 유명하다. 퉁촨은 또한 약과 식품을 생산한다.
예부터 석탄 공업이 발전했지만, 최근 자원고갈에 의해 타업종으로 전환하고 있는 추세이다.
농산품으로는 사과와 고추, 마늘, 호두와 귀중한 중국 약재가 있다. 사과주, 사과 식초, 사과 음료 등 사과로 만든 제품과 고추, 호두 가공품 등이 중국에서 유명하고 동남아시아로 수출된다.

## 관광
당 왕조의 별궁유적(옥화궁), 당삼채 가마 등의 유적이 시내에 위치하고 있다.

## 행정 구역
3개의 시할구, 1개의 현을 관할한다.
- 시할구
  - 야오저우구(耀州区)
  - 왕이구(王益区)
  - 인타이구(印台区)
- 현
  - 이쥔현(宜君県)